# Jankovice (district de Kroměříž)
Pour les articles homonymes, voir Jankovice.
Jankovice (en allemand : Jankowitz) est une commune du district de Kroměříž, dans la région de Zlín, en République tchèque. Sa population s'élevait à 417 habitants en 2025.

## Géographie
Jankovice se trouve à 4 km au nord-est de Holešov, à 16 km au sud de Kroměříž, à 22 km à l'ouest-sud-ouest de Zlín et à 237 km à l'est-sud-est de Prague.
La commune est limitée par Prusinovice et Bystřice pod Hostýnem au nord, par Chomýž à l'est et par Holešov au sud et à l'ouest.

## Histoire
La première mention écrite du village date de 1365.

## Transports
Par la route, Jankovice se trouve à 21 km de Zlín, à 23 km de Kroměříž, à 84 km de Brno et à 290 km de Prague.